# Сеналес
Сеналес (італ. Senales) — муніципалітет в Італії, у регіоні Трентіно-Альто-Адідже,  провінція Больцано.
Сеналес розташований на відстані близько 550 км на північ від Рима, 75 км на північ від Тренто, 40 км на північний захід від Больцано.
Населення — 1284 особи (2014).

## Демографія
Населення за роками:

Станом на 1 січня 2023 року в муніципалітеті офіційно проживали 43 іноземці з 14 країн, серед них 29 громадян країн Євросоюзу.

## Сусідні муніципалітети
- Кастельбелло-Чіардес
- Лачес
- Маллес-Веноста
- Мозо-ін-Пассірія
- Натурно
- Парчинес
- Сіландро
- Сльден